# Mihai Viteazu, Constanța
Mihai Viteazu là một xã ở hạt Constanţa, România.
Xã này có 2 làng:
- Mihai Viteazu - được đặt tên theo tên hoàng tử Wallachia Michael the Brave
- Sinoe (tên lịch sử: Casapchioi, tiếng Thổ Nhĩ Kỳ: Kasapköy)

Đây là quê hương của Ovidiu Papadima.